# Lista de distritos de Andra Pradexe

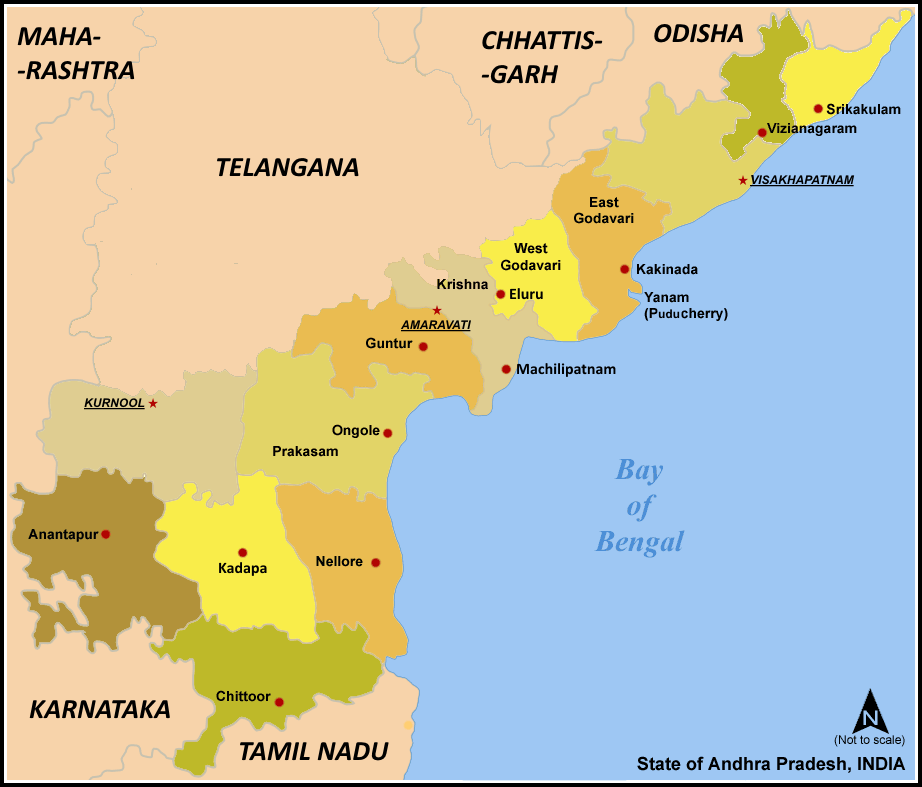
Distritos de Andra Pradexe.

Esta é a lista de distritos de Andra Pradexe.

## Lista
Atualmente Andra Pradexe tem 26 distritos.
- Alluri Sitharama Raju
- Anantapur
- Anakapalli
- Annamayya
- Bapatla
- Chitur
- Eluru
- Godavari Oriental
- Godavari Ocidental
- Guntur
- Kadapa
- Kakinada
- Krishna
- Konaseema
- Kurnool
- Nandyal
- Nelore
- NTR
- Parvathipuram Manyam
- Palnadu
- Prakasam
- Srikakulam
- Sri Sathya Sai
- Visagapatão
- Vizianagaram